# Lista över São Tomé och Príncipes presidenter
Detta är en lista över São Tomé och Príncipes presidenter.
|  | Namn                  | Ämbetsperiod                        | Anmärkning |
|  | --------------------- | ----------------------------------- | --- |
|  | Manuel Pinto da Costa | 12 juli 1975 – 3 april 1991         | |
|  | Miguel Trovoada       | 3 april 1991 – 15 augusti 1995      | Miguel Trovoada störtades kortvarigt i en statskupp. Mellan 15 och 21 augusti 1995 styrdes landet av en militärjunta ledd av Manuel Quintas de Almeida. |
|  | Miguel Trovoada       | 21 augusti 1995 – 3 september 2001  | |
|  | Fradique de Menezes   | 3 september 2001 – 16 juli 2003     | Mellan 16 och 23 juli 2003 styrdes landet av en militärjunta under ledning av Fernando Pereira.                                                         |
|  | Fradique de Menezes   | 23 juli 2003 – 3 september 2011     | |
|  | Manuel Pinto da Costa | 3 september 2011 – 3 september 2016 | |
|  | Evaristo Carvalho     | 3 september 2016–2 october 2021     | |
|  | Carlos Vila Nova      | 2 october 2021–                     | |